# Kevin Mbabu
Melingo Kevin Mbabu (* 19. April 1995 in Chêne-Bougeries) ist ein Schweizer Fussballspieler. Er steht beim FC Midtjylland unter Vertrag.

## Kindheit und Familie
Mbabu wurde in der Schweiz geboren. Seine Mutter stammt aus dem Kongo. Seinen Vater, einen Franzosen, lernte er nicht kennen.

## Karriere

### Im Verein

#### Anfänge und Wechsel auf die Insel
Mbabu stammt aus der Jugend des Servette FC. In der Saison 2012/13 debütierte er am 26. September 2012 unter Sébastien Fournier als Einwechselspieler gegen den FC Lausanne-Sport in der Super League, obwohl er zu diesem Zeitpunkt noch der A-Jugend angehörte. Kurz zuvor war er bereits einmal in der U21 in der fünftklassigen 2. Liga interregional zum Einsatz gekommen.
Am 31. Januar 2013 wechselte Mbabu zum englischen Erstligisten Newcastle United. Dort stand er zunächst im Kader der U21, wo er bis Saisonende 2012/13 zu sieben Einsätzen kam; in den Saisons 2013/14 und 2014/15 folgten weitere zehn Spiele.
Im Februar 2015 wechselte Mbabu bis zum Ende der Saison 2014/15 zum schottischen Erstligisten Glasgow Rangers, wo er jedoch nicht eingesetzt wurde.
Zur Saison 2015/16 kehrte Mbabu zu Newcastle United zurück und bekam unter Trainer Steve McClaren drei Einsätze in der Premier League sowie je einen im FA Cup und League Cup. Unter Rafael Benítez, der das Kader im März 2016 übernommen hatte, spielte er nicht im Profiteam. Zudem kam er in jener Spielzeit noch zu vier Einsätzen in der U21-Mannschaft.

#### Rückkehr in die Schweiz

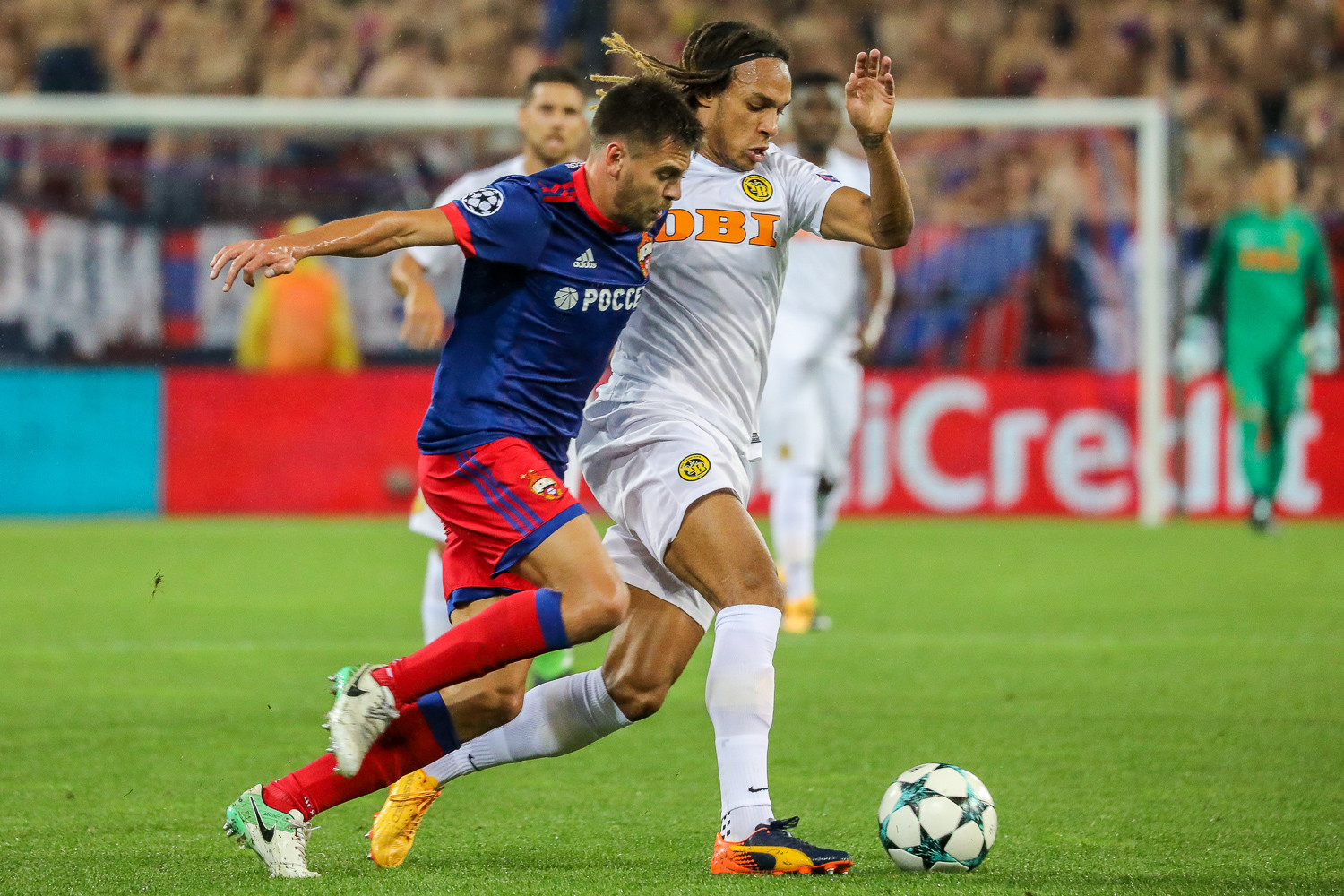
Mbabu beim Champions-League-Qualifikations-Spiel gegen den ZSKA Moskau 2017

Am 23. August 2016 kehrte Mbabu in die Schweiz zurück und wechselte zunächst bis zum Ende der Saison 2016/17 auf Leihbasis zu den BSC Young Boys. Unter dem Trainer Adi Hütter kam er in 21 Ligaspielen zum Einsatz und erzielte ein Tor. Zudem spielte er drei Spiele in der U21 in der 4. Liga. Zur Saison 2017/18 erwarben die BSC Young Boys schliesslich auch die Transferrechte an Mbabu und statteten ihn mit einem Vertrag mit einer Laufzeit bis zum 30. Juni 2020 aus. In dieser Saison war Mbabu Stammspieler und kam in 32 Ligaspielen zum Einsatz, in denen er zwei Tore erzielte. Mit der Mannschaft holte er den ersten Meistertitel des BSC Young Boys seit 32 Jahren. In der Saison 2018/19 konnte der Titel unter dem neuen Trainer Gerardo Seoane verteidigt werden. Mbabu spielte erstmals in der UEFA Champions League, in der er in fünf Gruppenspielen zum Einsatz kam.

#### Stationen in Deutschland und England
Zur Saison 2019/20 wechselte Mbabu in die deutsche Bundesliga zum VfL Wolfsburg. Ende April 2019 unterschrieb er bei den Wölfen einen Vertrag bis 2023. In seinem vierten Bundesligaspiel für Wolfsburg am 18. Dezember 2019 erzielte er beim 1:1 gegen den FC Schalke 04 nach einem Corner seinen ersten Bundesligatreffer.
Im Sommer 2022 wechselte er nach England zum FC Fulham. Von dort wurde er im Februar 2023 bis zum Saisonende an seinen Jugendverein Servette FC verliehen. Anfang September 2023 wurde er für den Rest der Saison nach Deutschland zum FC Augsburg verliehen.

#### Wechsel nach Dänemark
Ende August 2024 wechselte Mbabu zum dänischen Erstligisten FC Midtjylland und unterschrieb dort einen Vertrag bis 2026.

### In der Nationalmannschaft
Mbabu ist ein ehemaliger Juniorennationalspieler der Schweiz und war von der U16 bis zur U20 im Einsatz.
Am 8. September 2018 gab Mbabu beim ersten Gruppenspiel der UEFA Nations League gegen Island sein Debüt für die A-Nationalmannschaft und spielte durch. Für die Europameisterschaft 2021 wurde er in das Schweizer Kader berufen.

## Titel und Erfolge
BSC Young Boys
- Schweizer Meister: 2018 und 2019
- Raiffeisen Super League Best Player: 2018